# Mydas floridensis
Mydas floridensis är en tvåvingeart som beskrevs av Wilcox, Papavero och Therezinha Pimentel 1989. Mydas floridensis ingår i släktet Mydas och familjen Mydidae.
Artens utbredningsområde är Florida. Inga underarter finns listade i Catalogue of Life.